# سوسانا مکرتچیان (نقاش)
سوسانا مکرتچیان (ارمنی: Սուսաննա Մկրտչյան؛ انگلیسی: Susanna Mkrtchyan؛ ۱۹ ژانویهٔ ۱۹۴۶) نقاش اهل ارمنستان است. وی از سال میلادی تاکنون مشغول فعالیت بوده است.

## زندگی‌نامه
وی در ۱۹ ژانویه ۱۹۴۶ در لنیناکان به دنیا آمد و از انستیتو دولتی هنری و نمایشی ایروان فارغ‌التحصیل گشت. وی عضو اتحایه نقاشان ارمنستان و اتحایه روزنامه‌نگاران ارمنستان می‌باشد. وی همچنین برنده جوایزی همچون چهره فرهنگی شایسته جمهوری ارمنستان (۲۰۱۱) و شهروند افتخاری گیومری (۲۰۲۲) شد.

## یادداشت
1. ↑  Գյումրիի թիվ 10 միջնակարգ դպրոցում